# 諾比岩
諾比岩（英語：Nobby），是南極洲的岩石，位於南喬治亞群島，處於克拉克岩東南端，在1775年由詹姆斯·庫克率領的英國探險隊發現，現時由英國海外領土管轄。